# Leon Jagodziński
Leon Bohdan Jagodziński (ur. 12 stycznia 1897 w Białej Cerkwi, zm. po 5 kwietnia 1938) – szeregowiec Wojska Polskiego, w 1936 pozbawiony stopnia oficerskiego za wyłudzenia i przywłaszczenia pieniędzy, kawaler Orderu Virtuti Militari, inwalida wojenny.

## Życiorys
Urodził się 12 stycznia 1897 w Białej Cerkwi, w ówczesnym powiecie wasylkowskim guberni kijowskiej, w rodzinie Antoniego i Michaliny z Kańskich. Uczęszczał do rosyjskiego gimnazjum w rodzinnym mieście. Od klasy piątej gimnazjum należał do polskiej organizacji niepodległościowej, kierowanej przez Listopadskiego.
3 sierpnia 1914 jako uczeń VIII klasy gimnazjum wstąpił do armii rosyjskiej i został skierowany do Wileńskiej Szkoły Wojskowej. 1 grudnia 1914, po ukończeniu szkoły, został mianowany chorążym i wysłany na front do 208 lorrijskiego pułku piechoty (ros. Лорийский 208-й пехотный полк), należącego do 52 Dywizji Piechoty. Później awansował na podporucznika. W 1915 został ranny i przez pięć miesięcy leczył się w szpitalu w Jałcie. W 1916 został ranny drugi raz i leczył się w szpitalu ewangelickim w Moskwie. Po zakończeniu leczenia przez około dwa miesiące pełnił funkcję starszego zastępcy komendanta etapu, a następnie na własną prośbę wrócił na front.
W czasie wojny z bolszewikami walczył w szeregach 4 Pułku Ułanów Zaniemeńskich. 16 maja 1920 w walkach pod Stefanowem i Hutą został ciężko ranny. 1 czerwca 1921, w stopniu porucznika, nadal pełnił służbę w 4 puł. 3 maja 1922 został zweryfikowany w stopniu porucznika ze starszeństwem z 1 czerwca 1919 i 13. lokatą w korpusie oficerów administracji, dział kancelaryjny. W 1924 był już w stanie spoczynku i mieszkał w Poznaniu. Później przeniósł się do Warszawy. W 1934, jako oficer stanu spoczynku pozostawał w ewidencji Powiatowej Komendy Uzupełnień Warszawa Miasto III. Od 15 czerwca do 13 sierpnia 1935 przebywał w Krajowym Zakładzie Psychiatrycznym w Kocborowie z rozpoznaniem narkomania.
17 sierpnia 1923 ożenił się z Marią Budzińską (ur. 5 grudnia 1898 w Poznaniu), z którą miał córkę Olgę Janinę (ur. 16 lutego 1924 w Gnieźnie).

## Ordery i odznaczenia
- Krzyż Srebrny Orderu Wojskowego Virtuti Militari nr 4412 – 30 czerwca 1921[17][18][19]
- Krzyż Walecznych trzykrotnie[20][21][22]
- Krzyż na Śląskiej Wstędze Waleczności i Zasługi[20][21]
- Medal Pamiątkowy za Wojnę 1918–1921[20][21]
- Medal Dziesięciolecia Odzyskanej Niepodległości[20][21]
- Odznaka za Rany i Kontuzje z trzema gwiazdkami[23][21]
- Odznaka pamiątkowa Wojska Polskie w Rosji Centralnej 1917–1918[21]
- Medal Zwycięstwa[20]

Nie został wymieniony na opublikowanej w 1938 «Liście kawalerzystów i artylerzystów konnych odznaczonych Orderem Wojennym „Virtuti Militari”».